# Franco-Belgisch Militair Akkoord
Het Franco-Belgisch Militair Akkoord (Frans: Accord militaire défensif franco-belge pour le cas d'une agression allemande non-provoquée) was een defensief veiligheidspact waardoor België en Frankrijk zich van 1920 tot 1936 verbonden. Voor Frankrijk paste het akkoord in de strategische omsingeling van Duitsland, terwijl voor België de bescherming door een sterke bondgenoot vooropstond, al zag het de exclusieve en semi-verdragsrechtelijke band ook als pasmunt in een nationalistisch-annexionistische politiek ten aanzien van het Groothertogdom Luxemburg.

## Context
Na de Eerste Wereldoorlog, waarin België was binnengevallen, werd het interbellum beheerst door de geallieerde wil om het Duitse revanchisme te bedwingen. Het Verdrag van Versailles voorzag in een gedeeltelijke demilitarisering van Duitsland en in de aanwezigheid van geallieerde troepen – waaronder Franse en Belgische – op de rechter Rijnoever. De hernieuwing van het Belgische neutraliteitsstatuut bleek politiek niet haalbaar en in de collectieve veiligheid van de Volkenbond had België geen vertrouwen. Daarom streefde de Belgische regering naar minder formele garanties van Frankrijk en Groot-Brittannië. 
Toen het Duitse leger in april 1920 zonder Franse toestemming de gedemilitariseerde gebieden binnentrok om de Ruhropstand te onderdrukken, reageerde Frankrijk op 6 april 1920 met de bezetting van Frankfurt am Main, Duisburg, Darmstadt en Hanau. Om niet geïsoleerd te staan, drong het land aan op Belgische deelname. De regering-Delacroix II stuurde daarop een bataljon naar Frankfurt. Hoewel het zich half mei samen met de Fransen weer terugtrok, had de operatie de Britse argwaan bevestigd dat veiligheidsgaranties aan België hen zouden meeslepen in een anti-Duitse politiek. Het verspelen van de Britse goodwill had tot gevolg dat België zich alleen nog tot Frankrijk kon richten voor een entente, die feitelijk als pasmunt werd beschouwd om Frankrijk te doen instemmen met een Belgisch-Luxemburgse Economische Unie. Op 8 mei gaf de Franse regering hierover positief advies aan Luxemburg en later die maand werd een verdeling van het Luxemburgse spoorwegnet overeengekomen. Dit stemde de Belgische regering gunstig voor een militair akkoord, maar een verdragsrechtelijke status wilde ze er niet aan geven, omdat een eenzijdige alliantie met Frankrijk, waar de Britten buiten zouden blijven, op tegenkanting botste van de socialisten en de Vlaamsgezinden. 

## Sluiting
Er werd beslist een geheim militair akkoord te sluiten op het niveau van de generale staven. Het werd op 29 juli 1920 geparafeerd door de Franse generaals Ferdinand Foch en Edmond Buat en door de Belgische generaal Henri Maglinse. In het eerste deel van het akkoord werd afgesproken de Rijnbezetting, voorzien door het Verdrag van Versailles, niet voortijdig stop te zetten en op te treden wanneer de Duitsers zich zouden herbewapenen. In het tweede deel werd een gecoördineerde Belgisch-Franse grensverdediging overeengekomen. In deze fase waren alleen de eerste minister Léon Delacroix en minister van Landsverdediging Paul-Emile Janson op de hoogte. Omdat de inhoud als technisch werd beschouwd en niet als politiek, werden de koning, de rest van de regering en het parlement niet geïnformeerd.
Op 10 september 1920 werd het Militair Akkoord dan toch formeel goedgekeurd door de regering via de uitwisseling van diplomatieke brieven, dewelke zoals verdragen aan de Volkenbond werden overgemaakt. Deze koerswijziging gebeurde op aandringen van de francofiele Janson. Het gevolg was een wederzijdse-bijstandsverplichting die nagenoeg bindend was, of in elk geval een zeer dwingend moreel engagement.

## Einde
Het Militair Akkoord werd een symbool in de binnenlandse politiek van België, waar het door bijna iedereen werd gezien als een tegengewicht voor de Vlaamse eisen. Om die reden werd het gesteund werd door de Fransgezinden en bestreden door de Vlaamsgezinden. Minister Albert Devèze verzette zich tegen de diepteverdediging, waarvan hij vreesde dat ze Wallonië bij een Duitse invasie zou opofferen, en bekwam in het najaar van 1934 een strategische ommekeer naar een grensverdediging, wat echter een opdrijving van de militaire inspanningen vergde. Dit lokte op zijn beurt antimilitaristisch verzet uit van de socialisten, die sowieso geen voorstander waren van een militaire entente gericht tegen de Weimarrepubliek. Het Militair Akkoord kwam hierdoor weer prominent op de agenda. Het Verbond der Vlaamse Oud-strijders voerde er massaal campagne tegen, gesteund door de 'Los van Frankrijk'-acties geïnitieerd door de Vlaamse Beweging. In Frankrijk begreep men dat de alliantie niet al te betrouwbaar was. Toen eerste minister Paul van Zeeland in januari 1936 onderhandelingen over een beëindiging liet opstarten, kwam het op 6 maart tot een gezamenlijke verklaring die een einde stelde aan het Militair Akkoord. België keerde terug naar neutraliteit. Alleen de contacten op het niveau van de generale staf bleven behouden. De dag erna trokken Duitse troepen het Rijnland binnen, in strijd met de verdragen van Versailles en Locarno.

## Bron
- Rik Coolsaet, België en zijn buitenlandse politiek, 1830-2000, 2001, p. 237-242, p. 276-278 en p. 316-317